# Hanging Lake
Der Hanging Lake ist ein See im US-amerikanischen Bundesstaat Colorado. Er befindet sich im Glenwood Canyon, ungefähr 11 Kilometer östlich von Glenwood Springs, und ist eine sehr beliebte Sehenswürdigkeit. Man erreicht den See über einen Wanderweg nördlich der Interstate 70, der bis zum Grund des Canyons führt. Der Weg folgt dem Dead Horse Creek, einem Nebenfluss des Colorado River, und überwindet ungefähr einen Höhenunterschied von 300 Metern auf einer Länge von 1,9 Kilometern vom Beginn der Wanderung bis zum See.
Die erste Geschichte über die Entdeckung des Sees beschreibt die Suche eines Mannes nach Gold im Canyon. Der Mann fand ein totes Pferd an der Öffnung einer Bergschlucht. Als er dem Lauf der Schlucht folgte und bergauf durch den Canyon stieg, gelangte er zur Rückseite eines schüsselartigen Sees, der auf einer Sinterterrasse die darunterliegenden Klippen überragte.
In den folgenden Jahren diente das Gebiet als privater Landsitz, bis es von Glenwood Springs gekauft wurde, nachdem im Jahr 1910 das Gesetz Taylor Bill durch den amerikanischen Kongress verabschiedet worden war.
Mit diesem Kauf begann die lange Geschichte des Gebiets als öffentliche Sehenswürdigkeit; in den 1940ern gab es dort ein Resort und ein Café, bis 1968 der Bau der Interstate 70 begann.
Seit 1972 sind der Wanderweg und der See ein Teil des White River National Forest, sie stehen unter dem Schutz des amerikanischen Forest Service und sind seitdem eine zunehmend beliebte Sehenswürdigkeit.
Im Jahr 2011 stufte Innenminister Ken Salazar den See als National Natural Landmark ein.
Die fragile Uferlinie besteht aus Kalksinter, der durch aufgelösten Kalkstein aus der Leadville-Formation (zeitlich dem Mississippium zuzuordnen) entstand, welcher sich auf Steinen und Stämmen ablagerte und dadurch verschiedene Kalksinterlagen schuf.